# Patnanungan
Patnanungan es un municipio filipino de quinta clase, perteneciente a la provincia de Quezon, en la región de Calabarzon. En 2020, tenía censados 15 052 habitantes.